# Ulfborg
Ulfborg är en ort i Danmark.   Den ligger i Holstebro kommun och Region Mittjylland, i 270 km väster om Köpenhamn. Ulfborg ligger 18 meter över havet och antalet invånare är 2 036.
Ulfborg har en järnvägsstation på Vestjyske længdebane mellan Esbjerg och Holstebro.